# Zbyněk Roušar
Zbyněk Roušar (1. dubna 1908, Panenský Týnec – 21. dubna 1979, Poděbrady nebo Praha) byl český vojenský pilot a diplomat.

## Život a vojenská kariéra
Narodil se v Panenském Týnci, kde získal základní vzdělání, reálku pak vystudoval v Lounech. Po maturitě v roce 1926 se rozhodl pro vojenskou kariéru a studoval dva roky na Vojenské akademii v Hranicích. Tu opustil jako poručík dělostřelectva.
V letech 1928–1939 byl důstojníkem v Československé armádě, nejprve u 2. dělostřeleckého pluku v Plzni, po absolvování Vojenského leteckého učiliště v Prostějově byl pak roku 1932 přeložen ke 2. leteckému pluku v Olomouci a jmenován letcem-pozorovatelem. V roce 1933 byl přemístěn k 71. letce 6. leteckého pluku v Praze a v roce 1935 k 6. leteckému pluku v Hradci Králové. O rok později se vrátil do Prahy a stal se zástupcem velitele letecké brigády, později velitelem spojovací čety 6. leteckého pluku.

Znak RAF na letadlech

Od dubna 1937 byl přidělen k Ministerstvu zahraničních věcí jako člen kontrolní komise pro mezinárodní výbory v Londýně. V době občanské války ve Španělsku byl jmenován členem mezinárodní neintervenční komise pro Španělsko. V září 1938 byl jmenován spojovacím důstojníkem velitelství 6. pluku.

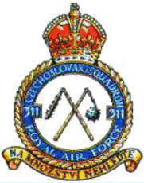
Odznak RAF 311

Po zahájení okupace Československa nacistickým Německem opustil vlast a v srpnu 1939 se dostal do Polska. Byl prezentován v Československé vojenské skupině v Krakově a vstoupil do polského letectva, v rámci kterého byl přemístěn na letiště v Dęblině. Po napadení Polska Německem v září téhož roku byl zajat sovětskou armádou a držen v zajateckém táboře ve Zborově. V říjnu byl propuštěn a dostal se k československé skupině podplukovníka Svobody ve Vilchovci. Prošel několika internačními tábory, až byl nakonec 1. dubna 1940 propuštěn.

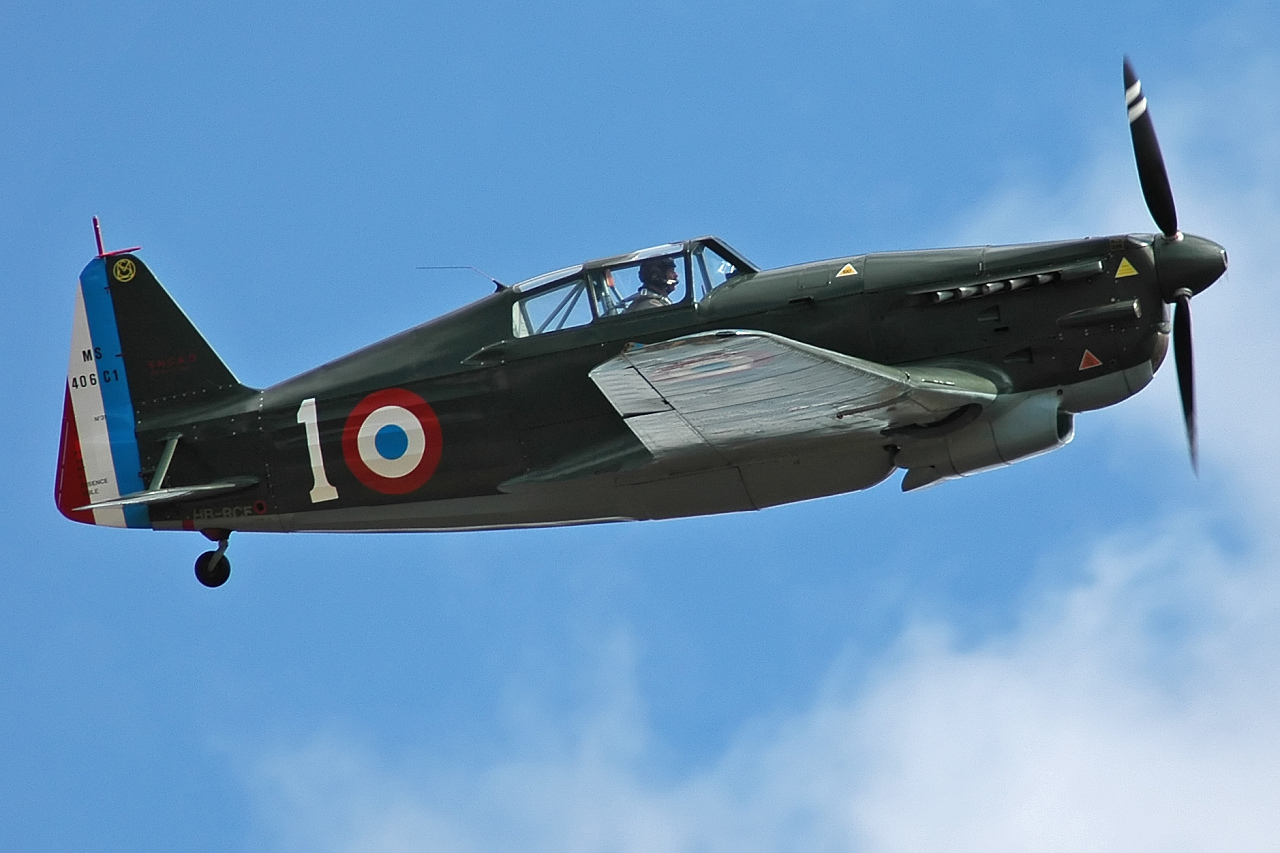
Letoun Morane D-3801 J-143, na kterém bojovali Češi ve Francii.

Odplul do Francie, kde byl v květnu prezentován v Agde. Po francouzské kapitulaci odplul do Anglie a byl přijat k jednotkám Royal Air Force, kde se měl stát navigátorem u 311. československé bombardovací perutě. Absolvoval výcvik v Bassingbourne, ale u perutě nepobyl dlouho. V říjnu 1940 byl odeslán do depotu v Cosfordu a odtud povolán k výslechu na inspektorát do Londýna. Následně se vzdal své hodnosti u RAF a na konci roku odjel v československé hodnosti kapitána k 1. československé brigádě v Leamington Spa, kde sloužil jako člen obsluhy protitankového děla. V srpnu 1941 přešel ke Smíšenému přezvědnému oddílu, poté k protiletadlové četě.
Po těchto přesunech se nervově zhroutil a po pokusu o sebevraždu se léčil u psychiatra, což vedlo k jeho dlouhodobé zdravotní dovolené a následně vlastní žádosti o uvolnění z Československé armády ve Velké Británii. Přidal se pak nejprve k polskému letectvu, potom v lednu 1943 k letectvu Svobodných Francouzů (Forces aériennes françaises libres) pod vedením Charlese de Gaulla. Spolu s československými letci Františkem Procházkou a Josefem Hnátkem se přesunul do Francouzské rovníkové Afriky a přihlásil se na základně Pointe-Noire u jednotky Groupe Artois, Escadrille Arras. V květnu 1944 byl odtud ze zdravotních důvodů propuštěn.

## Diplomatické působení a další život
Po válce se stal styčným a repatriačním důstojníkem u 2. britské armády v Německu. Po návratu do vlasti v roce 1945 vstoupil do KSČ, jejímž členem byl až do roku 1951.
V letech 1945 a 1946 působil v Palestině, kde prověřoval poměry u Československého administrativního štábu v Jeruzalémě a plnil jistý úkol Reicinova Obranného zpravodajství, zároveň se zapojil do repatriace vojenských i civilních osob.
Od srpna 1946 působil na Ministerstvu zahraničních věcí, v dubnu 1947 ukončil svou vojenskou službu a odešel do zálohy. Vstoupil pak do diplomatických služeb a v únoru 1948 se stal československým konzulem v Léopoldville v Belgickém Kongu, kde pomáhal s vybudováním konzulátu. V březnu 1951 byl z diplomatického postu odvolán a v listopadu propuštěn z ministerstva.
Pracoval pak jako pomocný údržbář v národním podniku Meva v Chomutově. Stal se důvěrným přítelem rodiny Mašínů a druhem Zdeny Mašínové, následně i pokladníkem skupiny bratří Mašínů. Zapojil se do příprav k jejímu útěku a poskytl jim peníze, které měl uložené v Kongu. V říjnu 1953 se přímo podílel na útěku Ctirada a Josefa Mašínových a Milana Paumera přes NDR do západního Německa. 26. listopadu 1953 byl však zatčen Státní bezpečností a v lednu 1955 při monstrprocesu s protistátní skupinou „Ctibor Novák a spol.“ byl odsouzen k doživotnímu vězení, ačkoli původně pro něj byl navrhován trest smrti. Na rozdíl od jiných politických vězňů se pak na něj nevztahovala rozsáhlá květnová amnestie v roce 1960.
Propuštěn byl po deseti letech, tj. v září 1965. Usadil se v Poděbradech a v roce 1979 zemřel, a to v Poděbradech., nebo v Praze

### Válečná vyznamenání
- Československá medaile za zásluhy I. stupně
- Pamětní medaile československé armády v zahraničí, se štítky F a VB
- The 1939-45 Star
- Atlantic Star
- Air Crew Europe Star with Atlantic Clasp, s Atlantickou sponou
- The Defence Medal
- The War Medal